# SONET
In telecomunicazioni SONET (Synchronous Optical NETworking) è uno standard trasmissivo sviluppato da Telcordia per la trasmissione digitale sincrona di informazioni sul canale. Così come l'analogo standard SDH, SONET viene ampiamente utilizzato dagli operatori telefonici nelle loro reti di trasporto come protocollo di rete di livello fisico per la multiplazione. Lo standard è definito principalmente dalle normative Telcordia GR-253 e GR-499.

## Descrizione
Lo standard SONET è adottato principalmente negli Stati Uniti, in Canada e in altre nazioni del Nord America nonché in qualche nazione asiatica. Sia SONET che SDH sono stati concepiti, sviluppati e standardizzati alla fine degli anni ottanta. Tuttavia, nonostante SONET sia stato sviluppato storicamente per primo, la sua penetrazione relativamente ridotta e lo sviluppo più limitato delle sue funzioni potenziali fa sì che oggi sia considerato una variazione di SDH.
La nascita di questi standard è stata dettata dall'esigenza di rimpiazzare un altro standard, il Plesiochronous Digital Hierarchy (PDH), utilizzato in precedenza. La differenza principale è costituita dal fatto che, grazie all'uso di orologi atomici, l'intera rete di trasporto è sincronizzata; questo è un grande vantaggio in quanto non solo minimizza la necessità di buffer all'interno della rete ma consente anche l'estrazione diretta dei singoli flussi multiplati, senza dover richiedere per questa operazione la demultiplazione e la rimultiplazione completa dell'intero flusso, nonché schemi di protezione più complessi e potenti e capacità di monitoraggio incorporate tali da garantire un'elevatissima qualità di servizio.
Sia SDH che SONET possono essere usate sia per incapsulare traffico PDH, sia per trasportare direttamente dati ATM o Ethernet over SONET/SDH (EoS).